# Ray Arcel
Ramil "Ray" Arcel (Terre Haute, 30 de agosto de 1899 - 7 de marzo de 1994) fue un entrenador de boxeo estadounidense que estuvo activo desde la década de 1920 hasta la década de 1980. Entrenó a 20 campeones del mundo.

## Biografía

### Inicios
Arcel nació en Terre Haute, Indiana, hijo de Rose Wachsman y David Arcel. Sus padres eran inmigrantes judíos de Rusia y Rumania. Se mudó a la ciudad de Nueva York antes de cumplir seis años. Creció en Harlem y se graduó en la secundaria de Stuyvesant en 1917. Comenzó a entrenar combatientes en el gimnasio Stillman, cerca de la antigua ubicación del Madison Square Garden en 8th Avenue, en la década de 1920. 

### Carrera como entrenador de boxeo

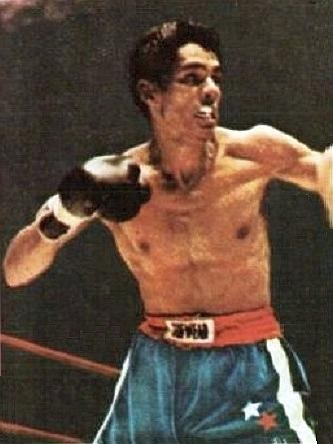
Roberto Durán en la década de 1970, tiempo en el que era entrenado por Ray Arcel.

Durante su extensa carrera entrenó a los campeones Benny Leonard, Ezzard Charles, Jim Braddock, Barney Ross, Bob Olin, Tony Zale, Billy Soose, Ceferino García, Lou Brouillard, Teddy Yarosz, Freddie Steele, Jackie Kid Berg, Alfonso Frazer, Abe Goldstein, Frankie Genaro, Tony Marino, Sixto Escobar, Charley Phil Rosenberg, Roberto Durán y Larry Holmes.
Después de algunas disputas con Jim Norris y el Club Internacional de Boxeo en la década de 1950, Arcel se retiró del entrenamiento, después de haber sido herido con un tubo de plomo durante un ataque en un caso que nunca fue resuelto por la policía, regresando en la década de 1970 para trabajar con Alfonso Frazer y Roberto "Mano de piedra" Durán. Después de que Durán renunció en su segunda pelea contra el estadounidense Sugar Ray Leonard, Arcel ayudó a preparar a Larry Holmes para su lucha contra Gerry Cooney. Se retiró del entrenamiento después de esa pelea.

### Fallecimiento y legado
Murió el 7 de marzo de 1994, a la edad de 94 años. Su primera esposa, Hazel, murió el 3 de agosto de 1946 y su hija Adele Arcel Bloch el 8 de febrero de 1990. Su esposa, Stephanie Arcel, murió en 2014.
El veterano actor Robert De Niro interpretó a Arcel en la película de 2016 Manos de Piedra, sobre la vida y el primer título mundial de Roberto Durán, con la actriz Ellen Barkin retratando a su esposa Stephanie.